# Гуайми (язык)
Нгoбере (или гуайми) — язык народа нгобе, принадлежащий к чибчанской языковой семье. Распространён в Панаме и Коста-Рике. Поскольку нгобере является устным языком, письменность у него появилась совсем недавно и была основана на испанском алфавите с введением диграфов и триграфов для несуществующих в испанском языке фонем.
Гуайми (guaymí) — название, данное языку и его народу испанскими колонистами. В современных описаниях языка предпочитается и чаще используется самоназвание нгобере (ngäbere).

## Генеалогическая и ареальная информация
Язык распространен в Панаме (провинции Бокас-дель-Торо, Чирики, Верагуас и комарка Нгобе-Бугле), а также в Коста-Рике в провинции Пунтаренас на границе с Панамой.

### Генеалогическая классификация
- Чибчанская семья
  - Гуаймийские языки
    - Нгобере

## Социолингвистическая информация
По данным переписи населения Панамы в 2023 году 444 878 чел. отнесли себя к народу нгобе. Само число носителей языка в Панаме на порядок меньше из-за ассимиляции. В Коста-Рике число носителей составляло 2 838 чел. по данным переписи от 2011 года. По данным Ethnologue (2025 год) языку присвоен статус «Stable», язык не находится под угрозой вымирания и до сих пор передаётся молодому поколению от носителей.
Письменность, основанная на испанском алфавите, была предложена в 1981 году. Алфавит языка нгобере был официально утвержден национальной ассамблеей Панамы в 2010 году и включает следующие буквы: A a, Ä ä, B b, Ch ch, D d, E e, G g, Gw gw, I i, J j, K k, Kw kw, L l, M m, N n, Ng ng, Ngw ngw, Ñ ñ, O o, Ö ö, R r, S s, T t, U u, Ü ü, Y y.

## Типологические характеристики

### Тип выражения грамматических значений и характер границы между морфемами
Язык нгобере в основном аналитический. Синтетическим способом выражается только время и завершенность глагола, остальные грамматические значения выражаются аналитически. Поскольку агглютинативность наблюдается только в глаголах и эргативе, можно сказать, что нгобере также является изолирующим языком.
| (1)                |     |        |            |     |     |
| kwe                | gwe | ngwian | bia-ni     | nu  | e   |
| 3SG                | NOM | деньги | дать-P.REM | 1PL | DAT |
| 'Он дал нам денег' |     |        |            |     |     |

| (2)                           |           |        |       |     |
| mä                            | jata-i    | jetebe | Maria | ben |
| 2SG                           | пойти-FUT | завтра | Мария | с   |
| 'Завтра ты пойдешь с Марией.' |           |        |       |     |

| (3)                              |     |     |      |     |      |       |
| kwe                              | ie  | ti  | meye | kä  | ñaka | gain  |
| 3SG                              | DAT | 1SG | мать | имя | NEG  | знать |
| 'Он не знает имени моей матери.' |     |     |      |     |      |       |

### Локус маркирования

#### Маркирование в поссесивной именной группе
В поссесивной именной группе наблюдается зависимостное маркирование, см. (4), (14), (15)
| (4)               |         |     |
| öre               | meri    | gwe |
| попугай           | женщина | POS |
| 'попугай женщины' |         |     |

#### Маркирование в предикации
В предикации также наблюдается зависимостное маркирование, см. (1), (3), (5):
| (5)                |     |       |             |
| krwa               | gwe | chibo | kämi-ri     |
| тигр               | NOM | козёл | убить-P.REС |
| 'Тигр убил козла.' |     |       |             |

### Тип ролевой кодировки
Нгобере — расщеплённо-эргативный язык. В (7) и (9) используется эргативная ролевая кодировка, а в (6), (8) — номинативная.
| (6)            |        |
| kwí            | jaduga |
| курица         | спать  |
| 'Курица спит.' |        |

| (7)                      |         |             |          |
| hädri                    | nu-gwe  | nä-mä       | krubwade |
| вчера                    | 1PL-ERG | ходить-PAST | много    |
| 'Вчера мы много ходили.' |         |             |          |

### Порядок слов
Базовый порядок слов — SOV:
| (8)                |       |             |
| ti                 | sö    | gïg-e       |
| 1SG                | табак | покупать-NF |
| 'Я покупаю табак.' |       |             |

В некоторых случаях также встречается порядок OVS. Такой порядок слов характерен предложениям, где главной темой сообщения является прямое дополнение. Philip D. Young и Talmy Givón (1990) сравнивают это с топикализацией (англ.) в английском языке:
| (9)                                                      |              |         |
| ngobägare                                                | buga-ni      | kwe     |
| ребёнок                                                  | кормить-PERF | 3SG/ERG |
| 'Она накормила ребёнка.' (букв. 'Ребёнок накормлен ею.') |              |         |

## Особенности
Особенностью нгобере является его необычное расположение вспомогательных и модальных глаголов для порядка слов SOV. Вспомогательные и модальные глаголы расположены перед дополнениями, а не после, как в других языках, которые следуют строгому порядку SOV. См. примеры (10) и (11) с прямым и косвенным дополнениями соответственно:
| (10)                           |        |      |         |
| ti                             | nä-in  | kri  | nugwa-e |
| 1SG                            | go-FUT | logs | burn-NF |
| 'I am going to burn the logs.' |        |      |         |
| 'Я собираюсь сжигать брёвна.'  |        |      |         |

| (11)                                                                        |               |          |       |              |
| Chato                                                                       | tä-nin-dre    | kïbï-iti | noin  | bura-hiebiti |
| Chato                                                                       | be-PERF-OBLIG | day-one  | go/NF | deer-behind  |
| 'Chato had to chase the deer all day.' (lit. '...go behind the deer.')      |               |          |       |              |
| 'Чато пришлось весь день гнаться за оленем.' (букв. '...идти сзади оленя.') |               |          |       |              |

Таким образом, порядок слов языка можно описать так: S-AUX-DO-V-IO.
Также можно выделить, что в языке нгобере отсутствуют притяжательные местоимения. Их роль выполняет сочетание личное местоимение + gwe, см. (14). 
Существуют две посессивные конструкции: владелец-объект и объект-владелец. Первая конструкция используется в случаях, когда владение естественно и неизменяемо, например, при обозначении прямого родства (12) или частей тела (13). В остальных случаях используется вторая конструкция (14), (15), где владелец отмечается маркером посессива gwe.
| (12)       |      |
| ti         | bräi |
| 1SG        | внук |
| 'мой внук' |      |

| (13)             |        |
| meri             | dugwä  |
| женщина          | голова |
| 'голова женщины' |        |

| (14)      |     |     |
| ju        | ti  | gwe |
| дом       | 1SG | POS |
| 'мой дом' |     |     |

| (15)           |          |     |
| bucha          | mundiaga | gwe |
| нож            | охотник  | POS |
| 'нож охотника' |          |     |

## Список сокращений
- 1,2,3 — 1st, 2nd, 3rd person
- SG — singular
- PL — plural
- NEG — negation
- OBLIG — obligation
- ERG — ergative
- EV — evidential
- NOM — nominative case
- DAT — dative case
- DO — direct object
- IO — indirect object
- FUT — future tense
- PAST — past tense
- P.REC — recent past tense
- P.REM — remote past tense
- NF — non-finite verb
- PERF — perfect verb
- AUX — auxilary verb
- POS — possessor